# Franjo Maixner
Franjo Maixner (Eszék, 1841. augusztus 4. – Zágráb, 1903. március 2.), horvát nyelvész, filológus, egyetemi tanár, akadémikus, a Zágrábi Egyetem rektora.

## Élete
A Prágai Egyetemen szerzett filozófiai diplomát. 1878/1879-ben a Zágrábi Egyetem rektora. Az 1879/1880-as tanévben a rektori megbízatást követően a zágrábi I. Ferenc József Királyi Egyetem rektorhelyettese volt. 1888-ig a bölcsészettudományi karon többféle oktatási tevékenységet végzett, beleértve a latin nyelv és a római irodalom kurzusait is. 1886-ban megalapította a Zágrábi Egyetem Bölcsészettudományi Karán a Klasszikus Filológiai Szemináriumot (ma a Zágrábi Egyetem Filozófiai Karának Klasszikus Filológiai Tanszéke), és ennek első professzora volt. 1882-től a Jugoszláv Tudományos és Művészeti Akadémia (JAZU) rendes tagja. Írt nyelvtani, klasszikus irodalmi és régészeti műveket. A klasszikus szerzők közül leginkább Cicerót tanulmányozta. A horvát latinizmussal is foglalkozott.

## Fő művei
- Pastirski razgovori u Katančićevih „Fructus autumnales” (1883),
- Prievodi Ranjine Dinka iz latinskih i grčkih klasika (1884)
- O hrvatskom prievodu XV. Ovidijeve heroide „Paris Helenae” od Hanibala Lucića (1888).

## Fordítás
Ez a szócikk részben vagy egészben  a   Franjo Maixner című angol Wikipédia-szócikk ezen változatának fordításán alapul.  Az eredeti cikk szerkesztőit annak laptörténete sorolja fel. Ez a jelzés csupán a megfogalmazás eredetét és a szerzői jogokat jelzi, nem szolgál a cikkben szereplő információk forrásmegjelöléseként.